# Cora Behrends
Cora Ella Talbot Behrends (* 13. Dezember 1865 in Brazoria County; † 8. Januar 1938 in Dallas) war eine US-amerikanische Musiklehrerin, Pianistin und Komponistin.
Behrends wirkte lange als Musiklehrerin und war zudem in Musikzirkeln aktiv. Sie war Mitglied der First Baptist Church und der Daughters of the American Revolution (DAR).
Sie komponierte etliche Werke.